# Rage for Order
Albums de Queensrÿche
The Warning
(1984) Operation: Mindcrime
(1988)
Rage for Order est le 3e album du groupe Queensrÿche sorti en 1986.

## Chansons de l'album
1. "Walk in the Shadows" – 3:34
2. "I Dream in Infrared" – 4:18
3. "The Whisper" – 3:36
4. "Gonna Get Close to You" – 4:37
5. "The Killing Words" – 3:56
6. "Surgical Strike" – 3:23
7. "Neue Regel" – 4:55
8. "Chemical Youth (We Are Rebellion)" – 4:15
9. "London" – 5:06
10. "Screaming in Digital" – 3:37
11. "I Will Remember" - 4:25

### 2003 réédition
La réédition de 2003 retravaille le son en 24 bits en plus d'ajouter 4 nouvelles pièces :
1. "Gonna Get Close to You (12" version)" (Lisa Dalbello) - 5:46
2. "The Killing Words (Live)" (DeGarmo, Tate) - 4:10
3. "I Dream in Infrared (1991 acoustic remix)" (Tate, Wilton) - 4:02
4. "Walk in the Shadows (Live)" (DeGarmo, Tate, Wilton) - 3:39

## Musiciens sur l'album
- Chris DeGarmo : guitares
- Michael Wilton : guitares
- Scott Rockenfield : batterie
- Eddie Jackson : basse
- Geoff Tate : voix